# Pal Tiga Puluh
Pal Tiga Puluh is een bestuurslaag in het regentschap Bengkulu Utara van de provincie Bengkulu, Indonesië. Pal Tiga Puluh telt 1693 inwoners (volkstelling 2010).